# Pålnäsviken

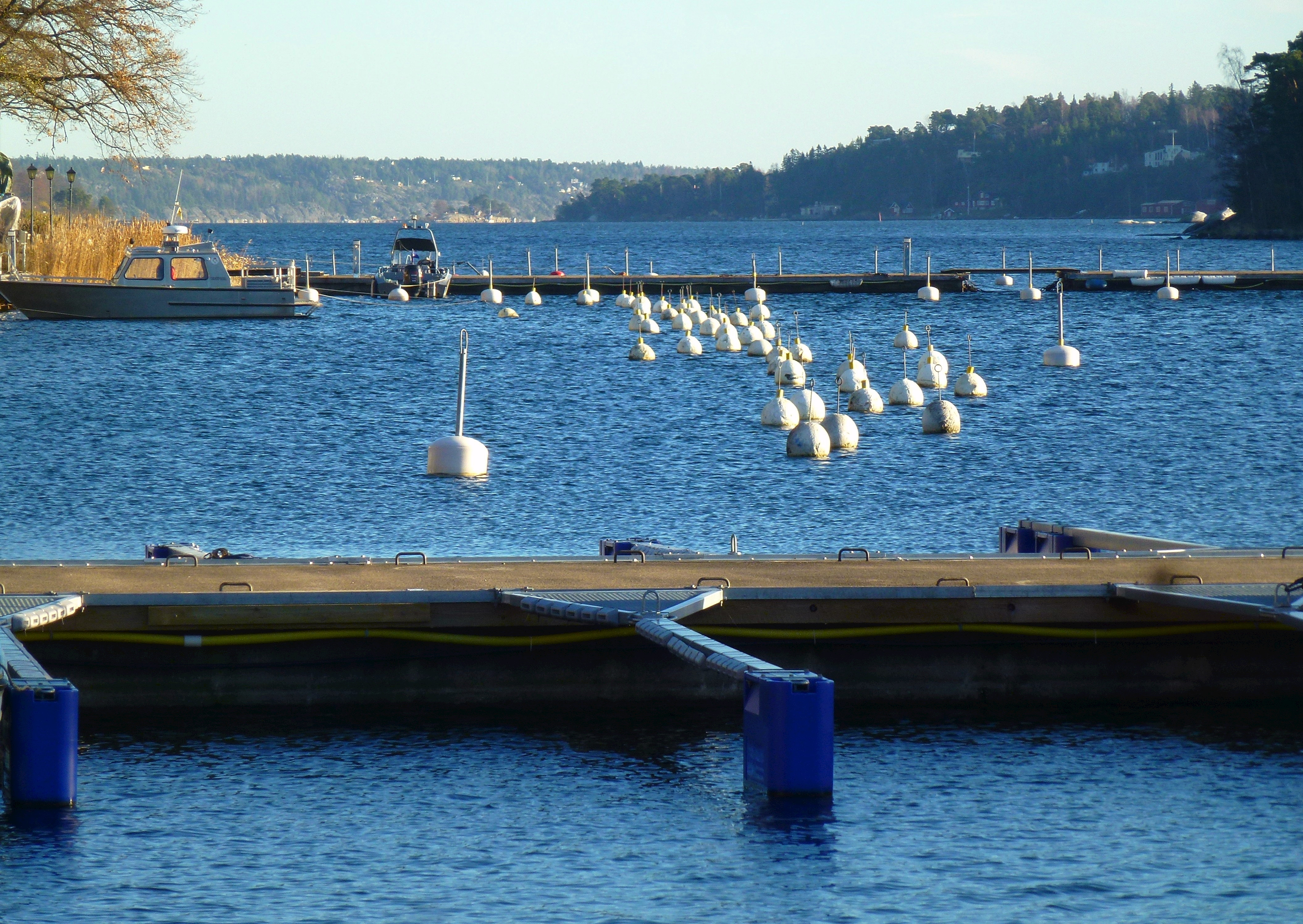
Pålnäsviken, vy mot sydost.

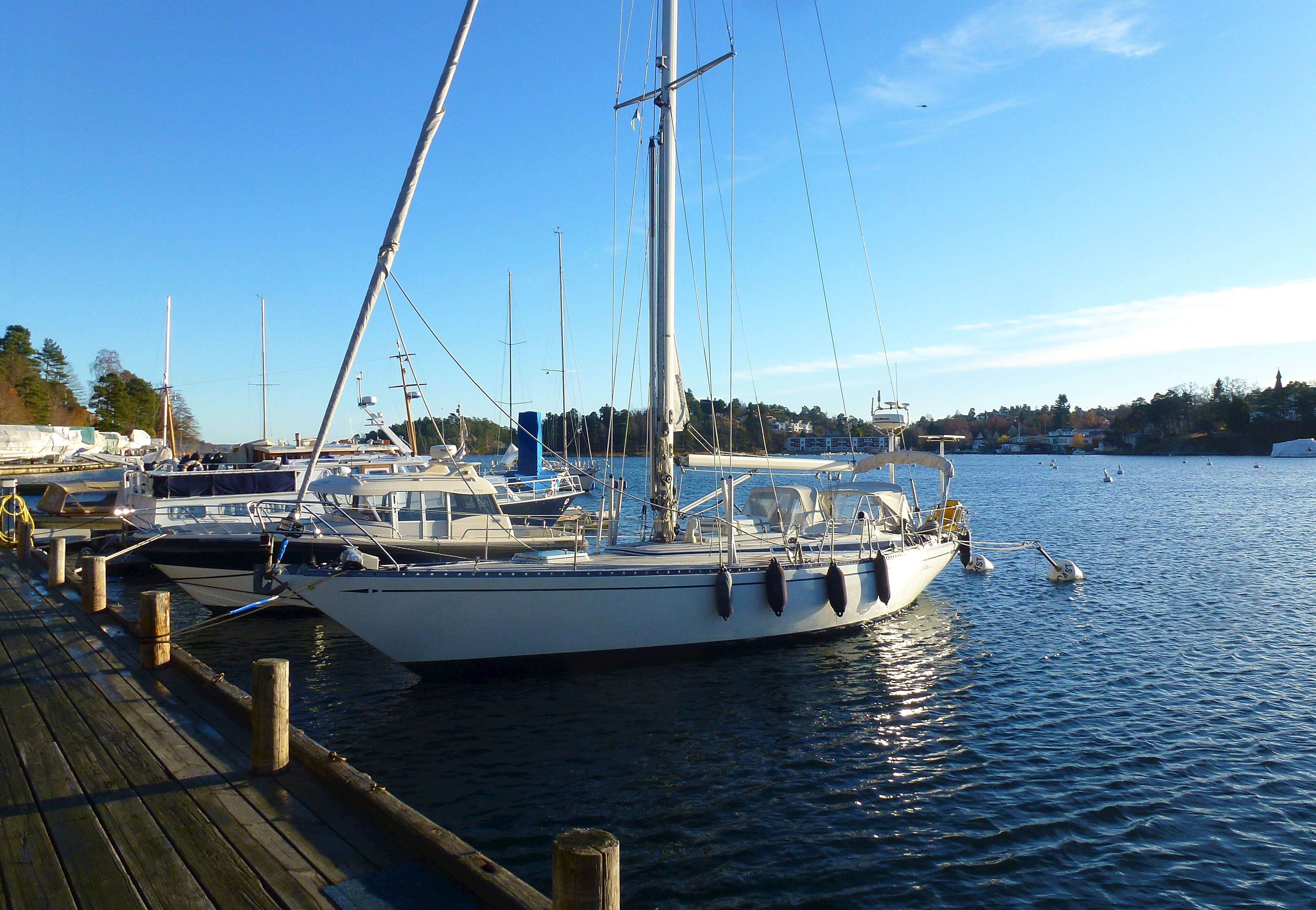
Pålnäsvikens gamla Kolbrygga.

Pålnäsviken är en vik av Baggensfjärden i Saltsjöbaden, Nacka kommun, Stockholms län.

## Beskrivning
Vattendjupet i vikens mitt är cirka tio meter. I söder begränsas Pålnäsviken av en smal landtunga mot Neglingeviken och står i förbindelse med denna via ett kort sund. På landtungan går Saltsjöbanan och Stockholmsvägen. Mot norr vidtar villaområdet Baggensudden.
I vikens inre del och mot norr finns bryggor för Saltsjöbadens båtklubb som bildades 1926. Längs Pålnäsvikens norra sida går Pålnäsvägen. Här fanns ett stickspår från bangården vid Neglinge till Pålnäsbryggan (även kallad Kolbryggan). Bryggan anlades 1893 och sträckte sig dels längs med Pålnäsvägen och dels en bit ut i viken. Vid bryggan lossades kol för Saltsjöbanans lokomotiv och för Saltsjöbadens elektricitetsverk. Intill spåret fanns även ett kolupplag. Efter 1913 blev Saltsjöbanan elektrifierad och kol behövdes inte längre för banans lokomotiv. Stickspåret fanns kvar fram till 1990-talet och banvallen är numera ombyggd till gång- och cykelväg. Bryggans inre del renoverades år 2004 och fungerar som liggplats för fritidsbåtar.
Vid Pålnäsviken ligger även några av Saltsjöbadens äldsta villor: Nygrenska villan från 1892 samt Villa Amalfi och Villa Madati båda ritade av arkitekt Edward Ohlsson och uppförda mellan 1892 och 1893.